# Myrsine brevis
Myrsine brevis là một loài thực vật có hoa trong họ Anh thảo. Loài này được (J.F. Macbr.) Pipoly mô tả khoa học đầu tiên năm 1992.